# Friedhof Weißensee

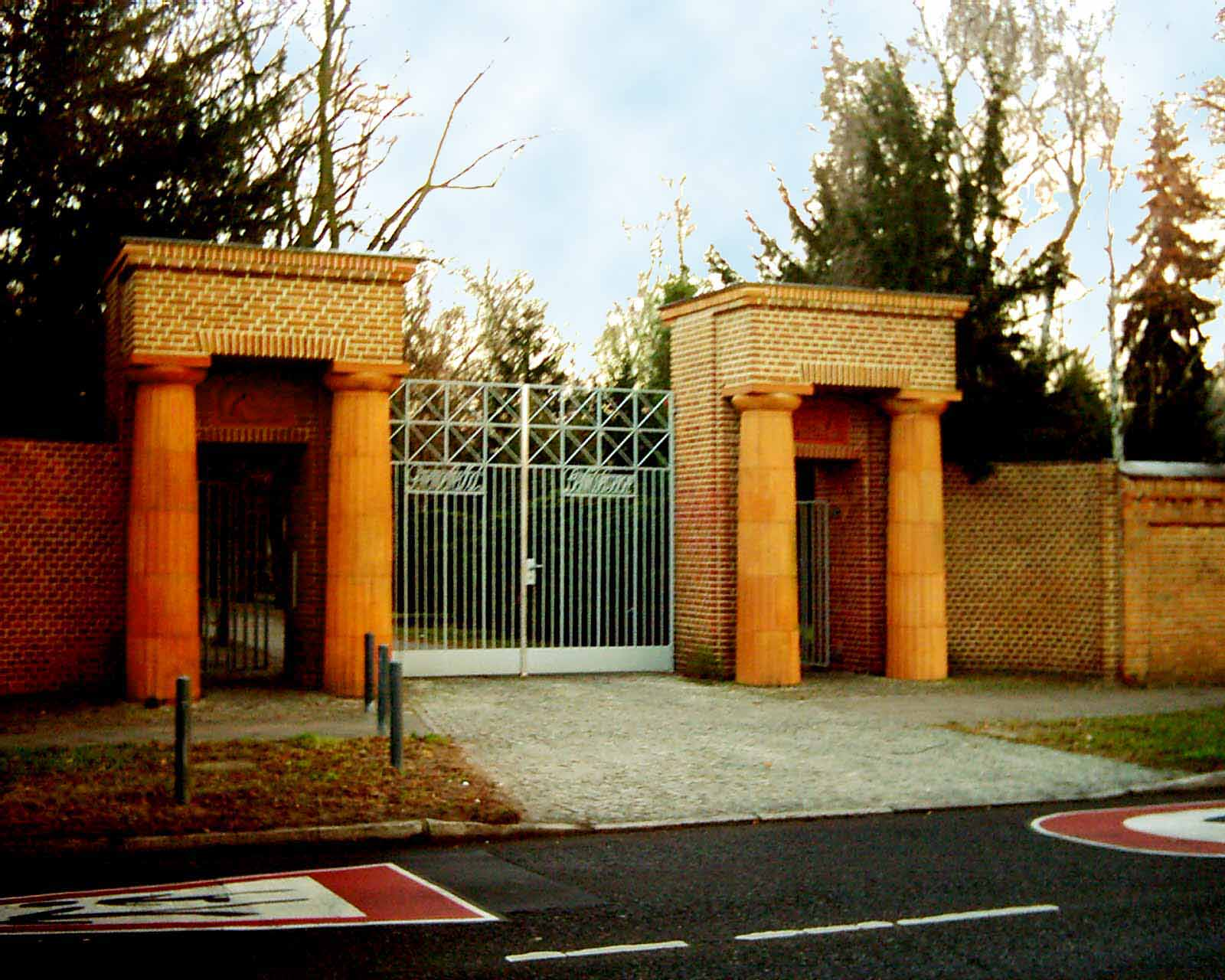
Eingangsportal zum Friedhof Weißensee (Haupteingang, denkmalgeschützt)

Der Friedhof Weißensee ist ein landeseigener Friedhof im Berliner Ortsteil Weißensee. Er gehört zum Bezirk Pankow in systematischer Nummerierung als Friedhof Pankow XV.

## Lage
Nach der Berliner Friedhofsliste als Nummer 5072 eingetragen, liegt er zwischen der Roelckestraße und der Schönstraße, nördlich der Park-Klinik Weißensee. Der Haupteingang befindet sich in der Roelckestraße. Der Alleequartierfriedhof hat eine Größe von 43.638 m².

## Geschichte

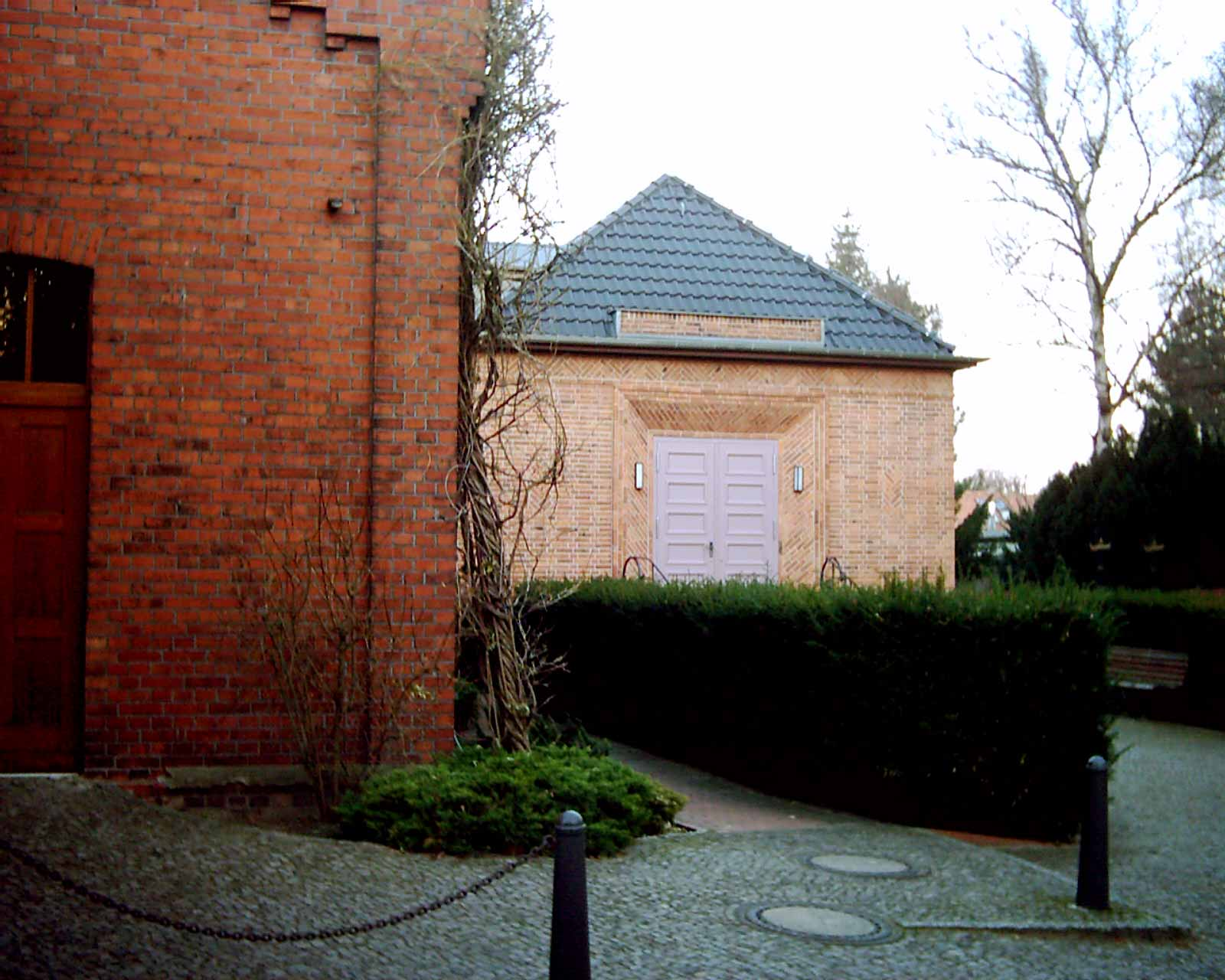
Feierhalle und Verwalterhaus *(Baudenkmal)

Der Friedhof wurde 1893 als Friedhof der Gemeinde Neu-Weißensee außerhalb des Gemeindegebietes und auch für den Bedarf der Stadt Berlin angelegt. Die Notwendigkeit ergab sich aus § 184 des Allgemeinen Preußischen Landrechts, der erfordert, dass innerhalb bewohnter Gegenden keine Leichen beerdigt werden durften. So entstand der Friedhof in der Roelckestraße vor der Gemeinde, nördlich von Neu-Weißensee, westlich von Alt-Weißensee und vor den Toren von Berlin. Mit steigender Bevölkerungszahl nahm allerdings die Bebauung in den Vororten zu. Der Friedhof liegt heute fast im Zentrum des Ortsteiles und ist gut von den umliegenden Wohngebieten insbesondere durch den Nebeneingang Schönstraße zu erreichen.
Zum Zeitpunkt der Einrichtung des Gemeindefriedhofes bestanden bereits seit 1878 die Kirchhöfe der Georgengemeinde (Georgen-Parochial-Friedhof III) und der Zionsgemeinde (Segenskirchhof), die auf der westlichen Seite der Roelckestraße noch bestehen. Östlich von Alt-Weißensee besteht ein Jüdischer Begräbnisplatz, der noch erweitert wird zum Israelischen Begräbnisplatz, dem heutigen Jüdischen Friedhof Weißensee – dem flächenmäßig größten erhaltenen jüdischen Friedhof Europas.
Der Gemeindefriedhof war dabei wesentlich kleiner als die benachbarten evangelischen Friedhöfe, zumal er bis etwa 1910 nur die Hälfte seiner heutigen Fläche zur Roelckestraße hin hatte. Erst kurz vor dem Ersten Weltkrieg erfolgte die Erweiterung auf der Fläche bis zur Schönstraße.
Der Friedhof ist als Gartendenkmal in der Berliner Landesdenkmalliste geführt. Alle baulichen Anlagen, einschließlich der beiden Erbbegräbniswände, stehen unter Denkmalschutz. Das Wohn- und Verwalterhaus (heute Wartehalle und Büro der Friedhofsverwaltung des Ortsteiles Weißensee), einschließlich der Friedhofsmauer von 1885 sind geschützt. Das Tor und das Portal in Klinkeroptik an der Roelckestraße von 1913 stammen von Carl James Bühring und Hans Schellhorn. Das Tor an der Schönstraße und die Friedhofshalle 1925 von Friedrich Späth gehören ebenfalls zur denkmalgeschützten Anlage.

## Grabstätten

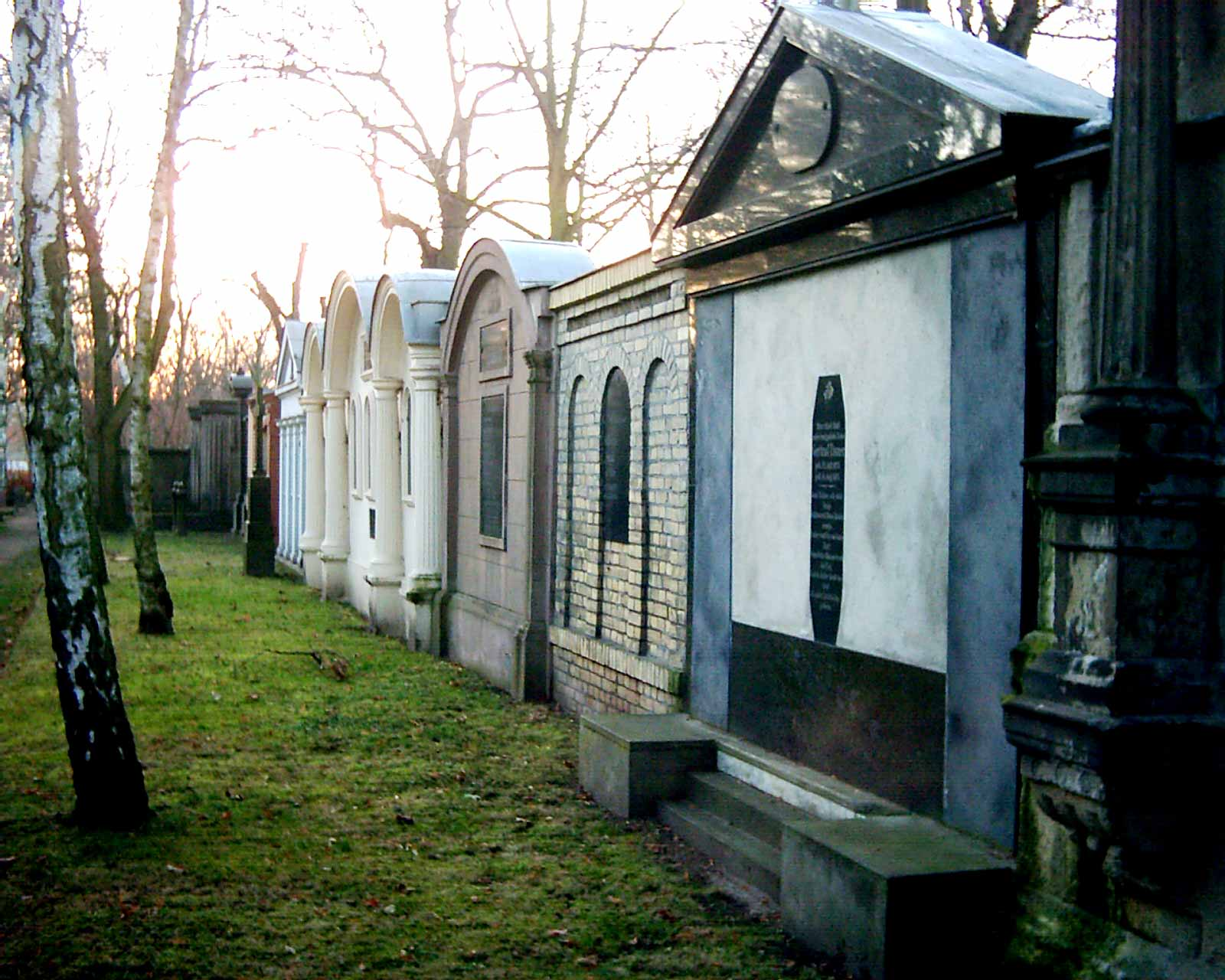
Erbbegräbnisse an der Friedhofsmauer

Auf dem Friedhof befinden sich im Eingangsbereich gegenüber der Feierhalle zwei Kriegsgräberanlagen für Opfer des Zweiten Weltkriegs. Hier ruhen im Ehrenhain 113 Opfer in einer Sammelgrabstätte und 39 Opfer in Einzelgräbern. Die Sammelgrabstätte ist durch eine Namenstafel in Bronze mit den Lebensdaten der Geehrten markiert. Über den Einzelgrabstätten liegen schrägliegende Majolikaplatten mit Name, Geburts- und Sterbedatum und der Markierung „1939–1945“, wie sie einheitlich bei der Neugestaltung der Kriegsgräber in Berlin eingesetzt werden.
In der Urnengemeinschaftsanlage UGA 2 ruht:
- Lotte Ulbricht, geb. Kühn (1903–2002), anonym bestattet

Weiterhin finden sich zwei Ehrengrabstätten des Landes Berlin auf dem Friedhof Weißensee:
- Carl Woelck (1868–1937) war seit 1905 Bürgermeister der vereinigten Weißenseer Gemeinden bis 1920, als Groß-Berlin gebildet wurde. Er hat ein Ehrengrab seit 23. Mai 1995. Das Grabmal ist das hinterste an der Erbbegräbniswand entlang der Roelckestraße (Erbbegräbnis 12/4).
- Heinrich Feldtmann (1838–1905) war Rittergutsverwalter sowie Amts- und Gemeindevorsteher von Neu-Weißensee. In dieser Position förderte er die Entwicklung in der Gemeinde. Er hat ein Ehrengrab seit 23. Mai 1995. Die Grabstätte befindet sich links vom Haupteingang in der zweiten Reihe (Abteilung E/SR V/1).